# Человек не птица
«Человек — не птица» (серб. Човек није тица, сербохорв. Čovek nije tica) — фильм югославского, сербского режиссёра Душана Макавеева. Снят на студии Avala Film (Югославия) в 1965 году.

## Сюжет
Действие фильма происходит в социалистической Югославии и первоначально создаёт впечатление производственного фильма. На медеплавильный комбинат в небольшом городе на востоке страны приезжает высококлассный инженер Ян Рудинский. Этот немолодой уже человек по совету юной и сексуальной парикмахерши Райки останавливается в доме её родителей. Однажды, когда те уезжают на несколько дней за город, девушка от скуки и любопытства соблазняет инженера. Между ними начинается бурный роман, который прерывается скандалом после возвращения родителей. Райка быстро находит замену Рудинскому — молодого водителя грузовика, ловеласа Боско. Одновременно с этим сюжетом развивается линия взаимоотношений между рабочим завода, пьяницей и домашним тираном Барбуловичем по кличке «Барбул», его женой и любовницей. Первоначальная иллюзия производственного фильма в стиле социалистического реализма быстро меркнет, когда, например, «передовой» рабочий Барбулович на смену заступает с похмелья, прямо из отделения полиции после вчерашнего дебоша в кабачке. Когда подростки, посетившие завод с экскурсией, слушают комментарий сопровождающего их управленца о силе и величие рабочего класса. Одновременно они наблюдают за изнуряющим трудом Барбуловича в плавильном цеху, и по их глазам заметно, как далеки они от желания влиться в ряды «свободного пролетариата». Когда гипнотизёр на представлении в клубе по мгновенной прихоти заставляет погружённых в транс добровольцев то цепенеть от ужаса перед вымышленным львом, то летать по сцене, словно птицы. Но человек — не птица, летать так же свободно он не может. Но и гипноз всеобщего социалистического счастья действует не на всех.

## В ролях
- Милена Дравич — Райка
- Янез Врховец — Ян Рудинский
- Столе Аранджелович — Барбулович
- Ева Рас — жена Барбуловича
- Роко Циркович — гипнотизёр
- Борис Дворник — Боско

## Художественные особенности
Один из первых фильмов, которые позже были названы критиками Югославской чёрной волной (серб. Црни талас, англ. Yugoslav Black Wave). Первый из четырёх (до отъезда из Югославии) полнометражных художественных фильмов Макавеева. Воплощение картины в чёрно-белом варианте (при технической возможности снимать в цвете), методы документального кино при показе бытовых сцен, продуманно-рваный ритм изложения, дробный монтаж позволили критикам назвать Макавеева «балканским Годаром» и часто сравнивать творчество этих режиссёров.

## Награды
- 1965 год — Кинофестиваль в Пуле: Янез Врховец — лучший актёр

## Критика
- Винсент Кэнби, обозреватель «The New York Times»: «„Человек не птица“ — первый фильм Душана Макавеева, был снят в 1966 году и на сегодняшний день является самым оригинальным, остроумным и важным фильмом, который я видел в этом году. (Фильм) умудряется быть одновременно глубоким и бесшабашным»[4].
- Обзор DVD издания на filmcritic.com: «Фильм был снят на настоящем заводе в ходе реального производственного процесса, придавая истории реализм, свойственный ряду европейских фильмов 1960-х годов. Хотя Макавеев, как режиссёр, явно имел возможности роста, „Человек — не птица“, несомненно, заслуживает свою репутацию „краеугольного камня восточно-европейского кино“»[5].